# Monhystrella paramacrura
Monhystrella paramacrura är en rundmaskart som först beskrevs av Meyl 1954.  Monhystrella paramacrura ingår i släktet Monhystrella och familjen Monhysteridae. Inga underarter finns listade i Catalogue of Life.